# Weekendavisen
Pour les articles homonymes, voir Week-end (homonymie).
Weekendavisen (Journal du Week-End en danois) est un hebdomadaire danois publié par le groupe Berlingske Officin. Sa circulation en 2004 était d'environ 60 000 copies, dont dix pour cent correspondait à des abonnements à l'étranger.

## Ligne éditoriale
Le Weekendavisen est journal de référence par ses analyses en profondeur de la société et de la politique, il couvre aussi bien la littérature que les arts. À la différence des hebdomadaires américains et des hebdomadaires danois financés par la publicité, le Weekendavisen couvre des sujets nationaux et internationaux plutôt que des informations locales.

## Historique
Jusqu'en 1971, la Poste danoise distribuait le  courrier deux fois dans la journée, le matin et l'après-midi. Quand la distribution de l'après-midi a été arrêté, le journal Berlingske Aftenavis
(Journal du soir de Berlingske), qui était l'édition du soir du quotidien Berlingske Tidende, a cessé sa publication, et 
l'hebdomadaire Weekendavisen lui a succédé, et ce journal durant les premières années fut ainsi connu comme le Weekendavisen Berlingske Aften.
Le logo du Weekendavisen contient le logo original du quotidien
Berlingske Tidende, contenant les mots " ANNO 1749" et le décompte des volumes commençant cette année (plutôt qu'en 1971) car les éditeurs du Weekendavisen le perçoivent comme le continuateur du
Berlingske Tidende